# Carnaval de Manthelan
 (mars 2025).
Si vous disposez d'ouvrages ou d'articles de référence ou si vous connaissez des sites web de qualité traitant du thème abordé ici, merci de compléter l'article en donnant les références utiles à sa vérifiabilité et en les liant à la section « Notes et références ».
Le Carnaval de Manthelan est une pratique festive liée au carnaval qui se déroule à Manthelan en Indre-et-Loire. Des chars géants défilent dans les rues du village, entourés de groupes musicaux variés. Ce carnaval est réputé et fréquenté aussi bien par les locaux que par des habitants du reste de la France, regroupant des milliers de personnes. L'événement phare de la commune est également le premier carnaval[évasif] de la région Centre Val de Loire.
Le carnaval de Manthelan est inscrit à l'Inventaire du patrimoine culturel immatériel en France dans la catégorie « pratiques festives ».

## Historique
Le carnaval de Manthelan est ancien et à l’origine très local. Il date de 1869, initié par deux personnalités de la commune surnommées « Pipelet » et « Cocodache ». Ces personnages sont respectivement Augustin Branger et Théodore Fontaine, tous deux passionnés de culture l'un étant violoniste et menuisier, l'autre peintre.
De nombreux signes témoignent de la tradition encrée dans le village avec notamment la Rue du Carnaval inaugurée lors du centenaire célébré en 1969 et la place à la mémoire des deux fondateurs lors du 150ème anniversaire en 2019. De plus, on note la présence du Café Branger à Manthelan. Il s'agit de l'ancienne menuiserie et Café Branger. En 2012, après le legs de celui-ci de la part de la petite fille de l'artiste, le lieu a été reconverti en musée du Carnaval, visitable le jour du Carnaval notamment.
Aujourd’hui la fête a pris beaucoup d’ampleur, si bien que c’est une association indépendante conçue en 1959 spécialement pour le carnaval qui la gère grâce à de nombreux passionnés qui, de septembre jusqu'au carnaval usent de leur savoir afin de rendre la fête plus belle. De plus, l'association est amicalement jumelée avec les carnavaliers de Vitré en Bretagne et elles effectuent de nombreux échanges fructueux comme avec d'autres carnavals de France. Elle est d'ailleurs en relation avec le Carnaval de Cholet. Aujourd'hui, l'association des carnavaliers de Manthelan regroupe une vingtaine de passionnés.
Tous les ans les Manthelanais ainsi que des participants de la France entière se retrouvent dans le village de 1400 habitants afin de perpétrer la tradition locale pour partager moment convivial et familial. Des milliers de personnes viennent assister à l'évènement chaque année.
« Au pays des bons enfants » est le maître mot du carnaval de Manthelan depuis maintenant 150 ans.

## Déroulement du carnaval
Le carnaval de Manthelan, organisé le dimanche suivant le Mardi gras, est le temps fort d’une fête qui se déroule en réalité sur plusieurs semaines, entre le mois de février et la date du défilé.
Un weekend de février est tout d’abord dédié à la présentation de la dizaine de chars géants (5 mètres carrés et 6 mètres de hauteur), conçus selon des thèmes variés (cinéma, années 1960, etc.), qui défileront dans les rues entourés de bandas ; c’est ce qui lance les festivités.
Avant que les festivités commencent, la cérémonie des clés a lieu. Lors de cette dernière, le maire remet au comité des fêtes du carnaval les clefs de la ville ce qui annonce l'ouverture officielle des festivités carnavalesques. La fête peut alors commencer.
Un autre weekend est dédié  à l’élection, lors d’un repas, de "miss carnaval", qui aura l'honneur de défiler le jour du carnaval sur un char lui étant dédié. La veille de la grande journée a lieu le carnaval des enfants, organisé par les écoles du village. C’est aux enfants de précéder les adultes en défilant dans les rues, revêtus de leur déguisement, le jeune roi et la jeune reine sont alors élus pour défilé sur le même char que les miss. Le char de sa "Majesté Carnaval" précède le cortège lors du défilé anticipé du samedi. Ce n'est que le lendemain que les autres chars sont dévoilés.

### Journée du carnaval

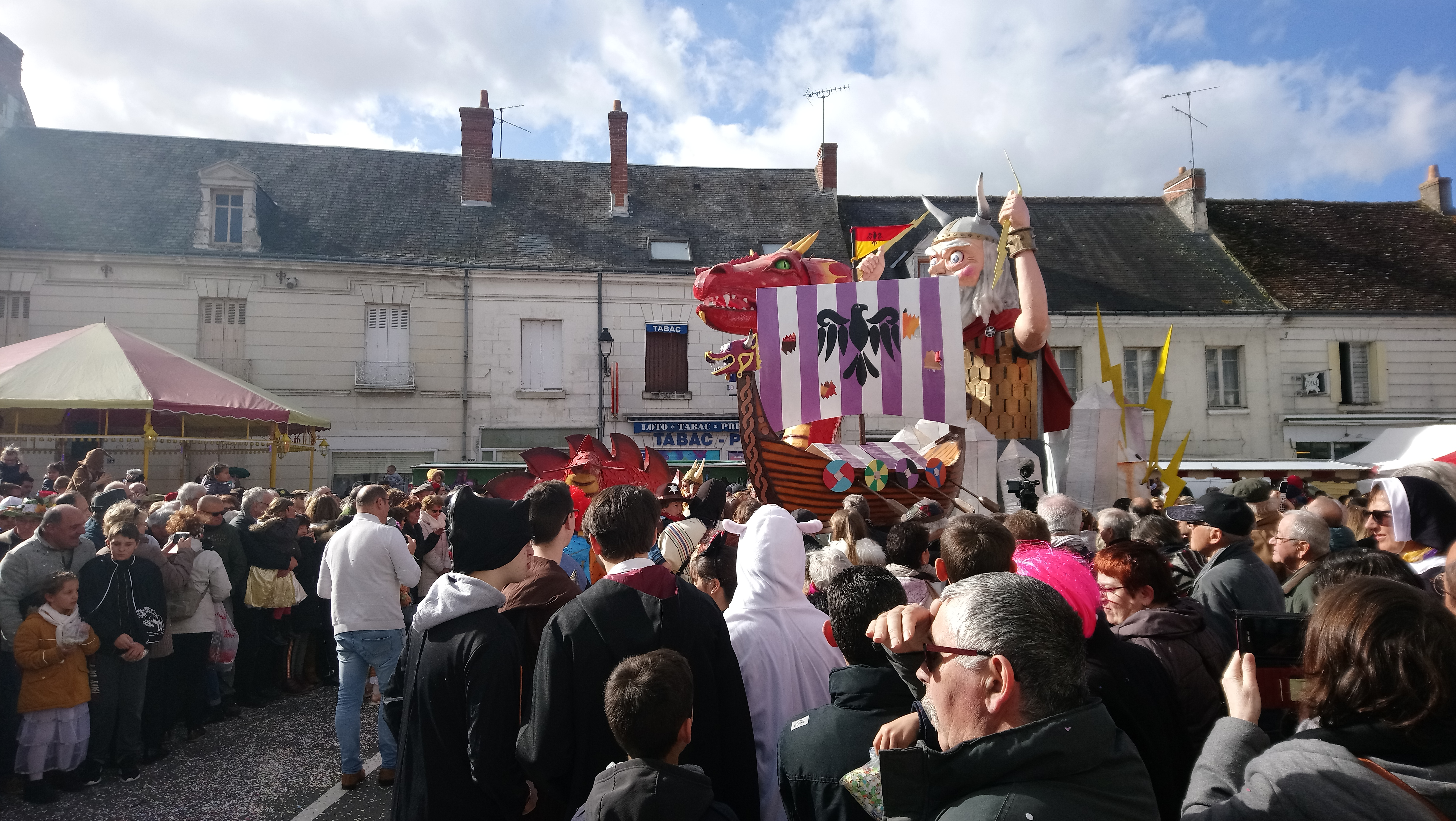
Le Carnaval fête ses 150 ans en 2019

La journée du dimanche de carnaval débute en fin de matinée avec un premier défilé des groupes musicaux, provenant de plusieurs régions alentour comme le Maine-et-Loire, la Charente-Maritime, l’Indre, le Cher ou l’Indre-et-Loire. Les artères de la ville sont bordées par des stands de jeux de type fête foraine. Les chars sont mis en place dans les rues de la petite commune tourangelle à partir de 10 heures. Sur le temps de midi, les participants sont invités à se restaurer dans la salle des fêtes, animée au son des bandas.
Les festivités de l’après-midi sont plus importantes et attirent plus de monde. La population costumée se presse dans les rues pour voir défiler les chars et donner son avis pour l’élection, en fin de journée, du plus beau char de l’année. Pour faire son choix, il est possible de les voir à plusieurs reprises, sur leur parking, lors des deux passages dans le défilé et par les descriptions pointilleuses de l’animateur de la fête qui décrit les "géants" lors de leur arrêt devant le podium.
Enfin, à la tombée de la nuit, Mr Carnaval part au bûcher. En effet, la tradition veut qu'un feu de joie soit organisé afin de faire brûler le "roi des plaisirs". Cette clôture de l’événement est accompagnée d'un refrain que les habitants reprennent ensemble: "Carnaval est mort, mort et enterré, cinq minutes après, il est ressuscité"

### Chars
Les chars sont immenses, ils font environ six mètres de haut et présentent des personnages articulés par motorisation au niveau de la bouche, des yeux et des bras. Ils avancent grâce à des tracteurs attelés à l’avant ou intégrés directement dans le char.
Le thème des chars est différent chaque année, bien que l’on retrouve systématiquement le char du Roi Carnaval et des miss carnaval. La décoration de ces derniers est cependant elle aussi renouvelée.Ces chars sont pour certains issus d'échanges avec d'autres carnavals français comme celui de Cholet ou de Limoges tandis que d'autres sont construits par les carnavaliers manthelanais. Plus d'une dizaine de chars arpentent les rues de Manthelan chaque année et font le bonheur des visiteurs et procure l’émerveillement chez les plus jeunes.

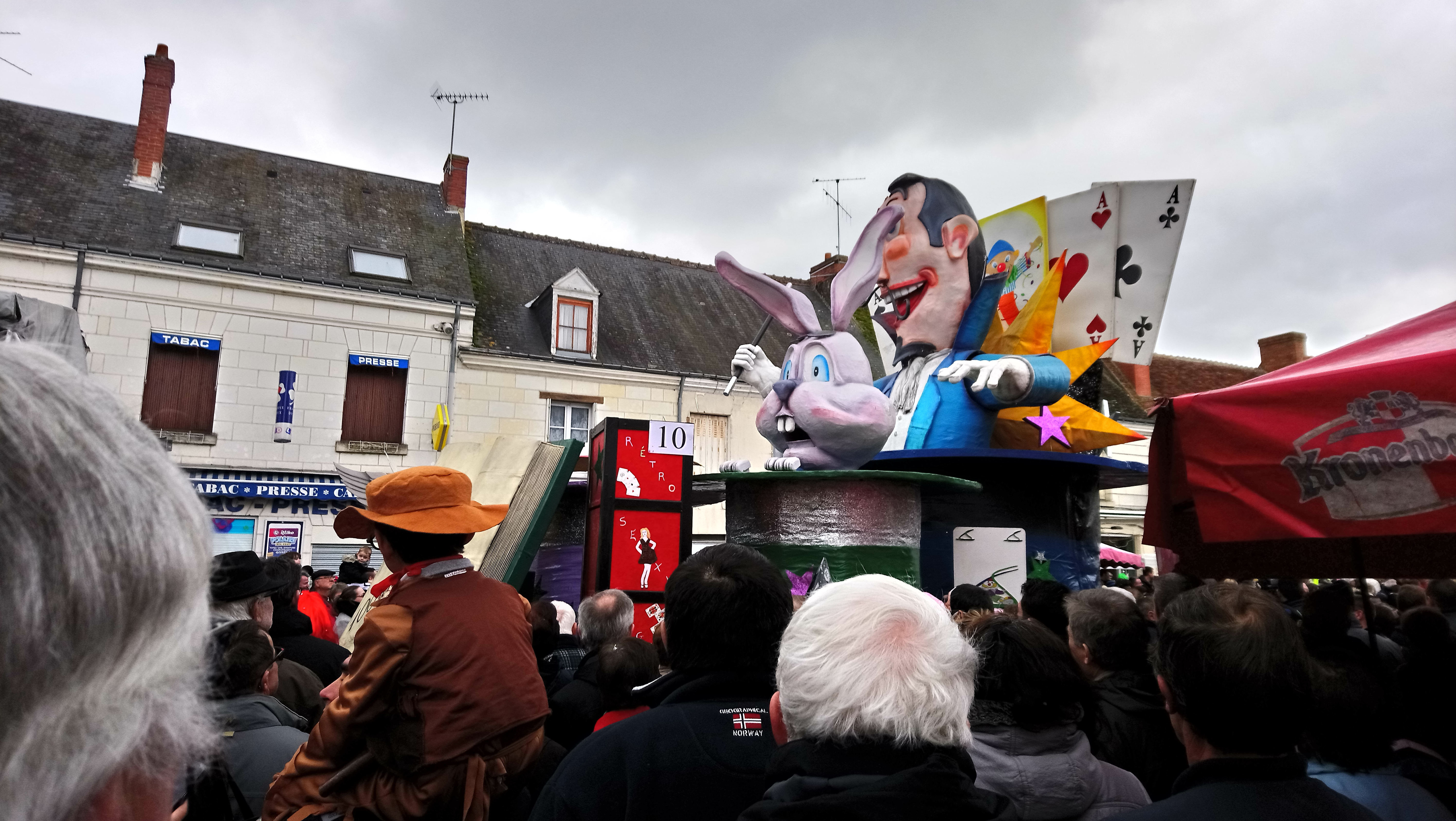
Un des chars de la 128e édition

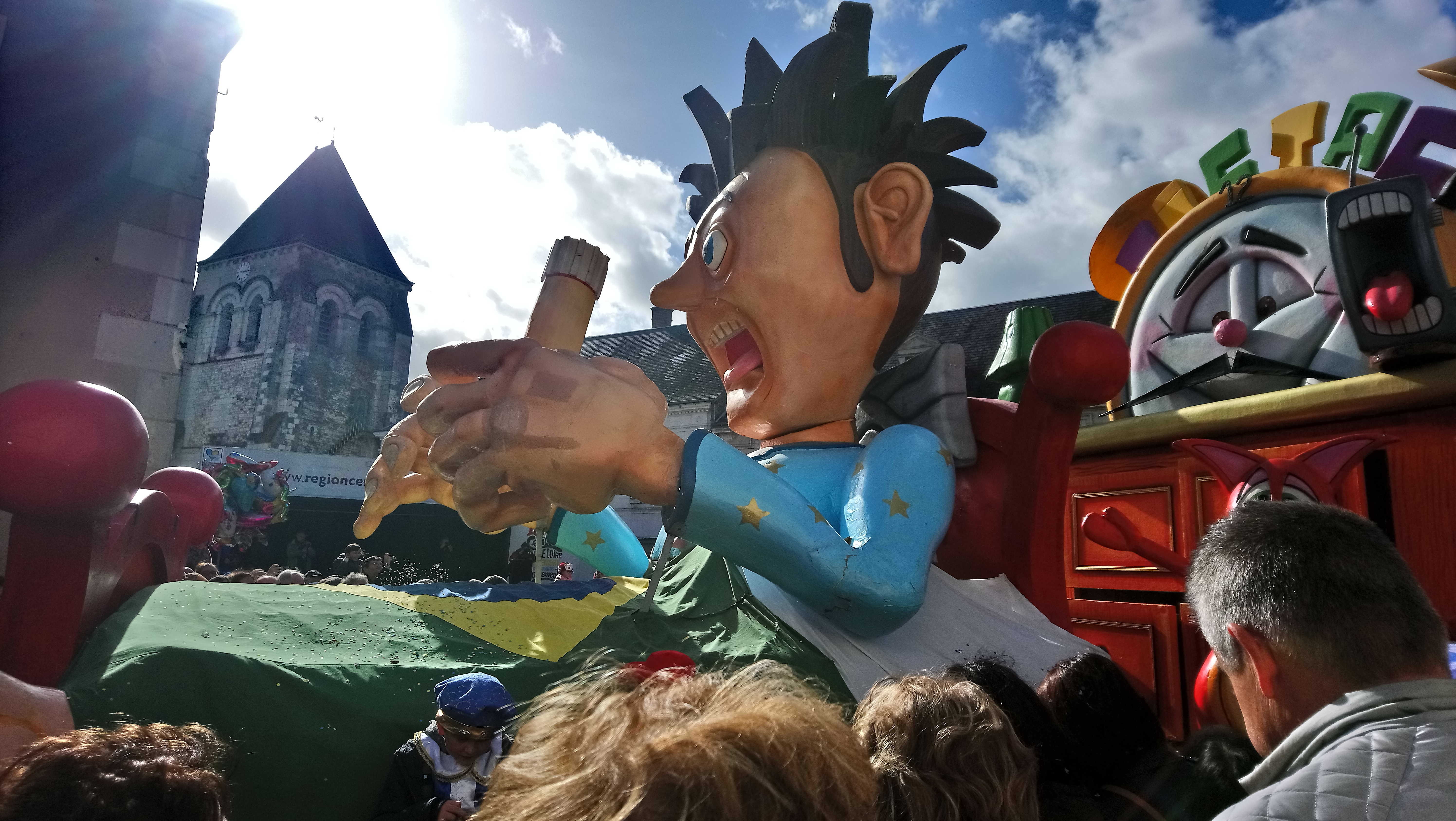
Un des chars de la 129e édition

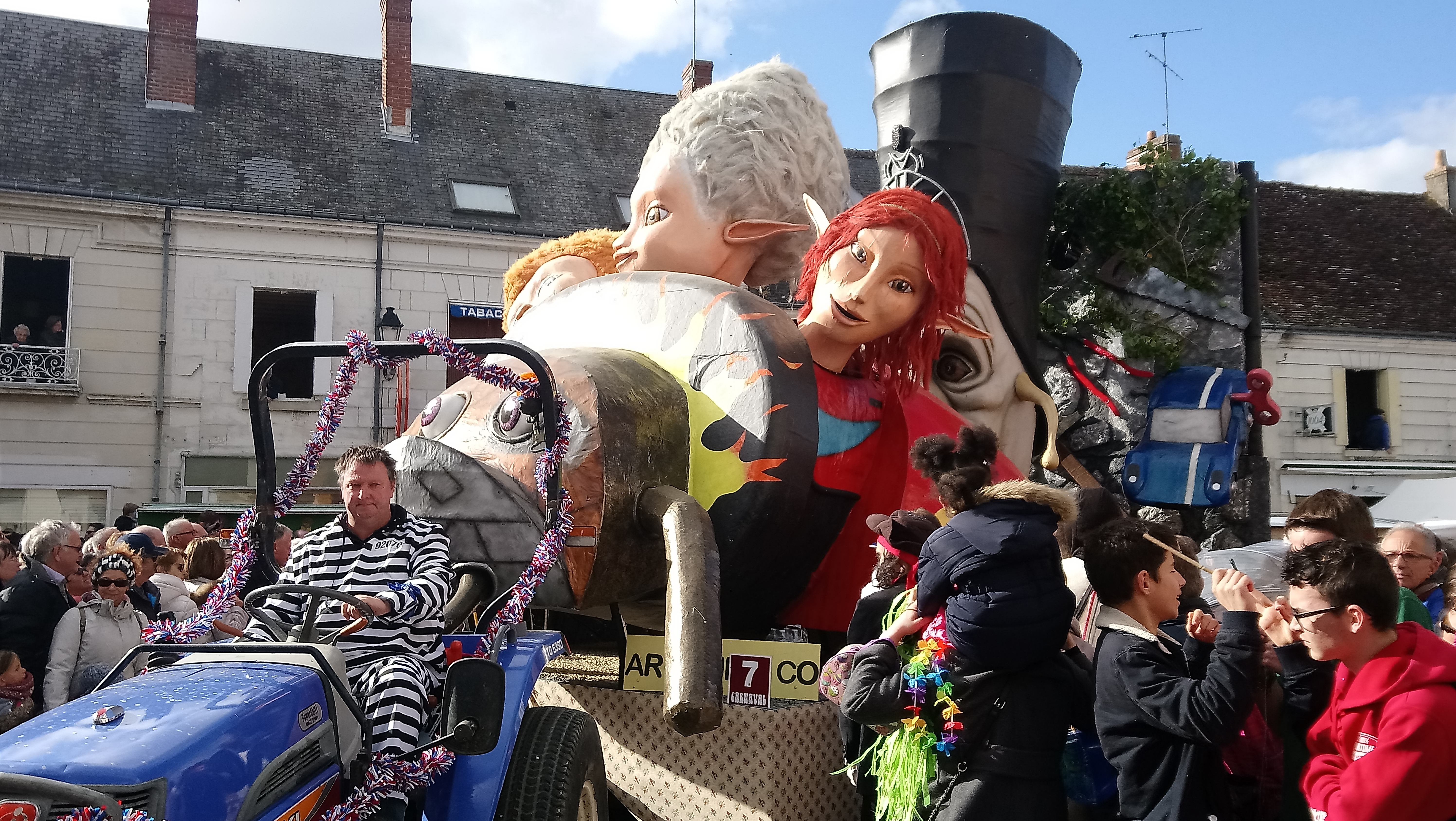
Le Carnaval sous le Soleil

### Groupes musicaux
Le jour du grand défilé, sept groupes musicaux défilent entre les chars. Venant de différentes régions, ces groupes sont accueillis dans la matinée afin de donner lieu à des aubades musicales dans le centre-bourg. Ensuite, ils se rendent au déjeuner "Musifolies", organisé lui aussi par l'association à la salle des fêtes. Enfin, aux alentours de 15 heures, heure du grand défilé, les groupes se retrouvent tous afin d’entamer une majestueuse parade avec le public et les chars.  

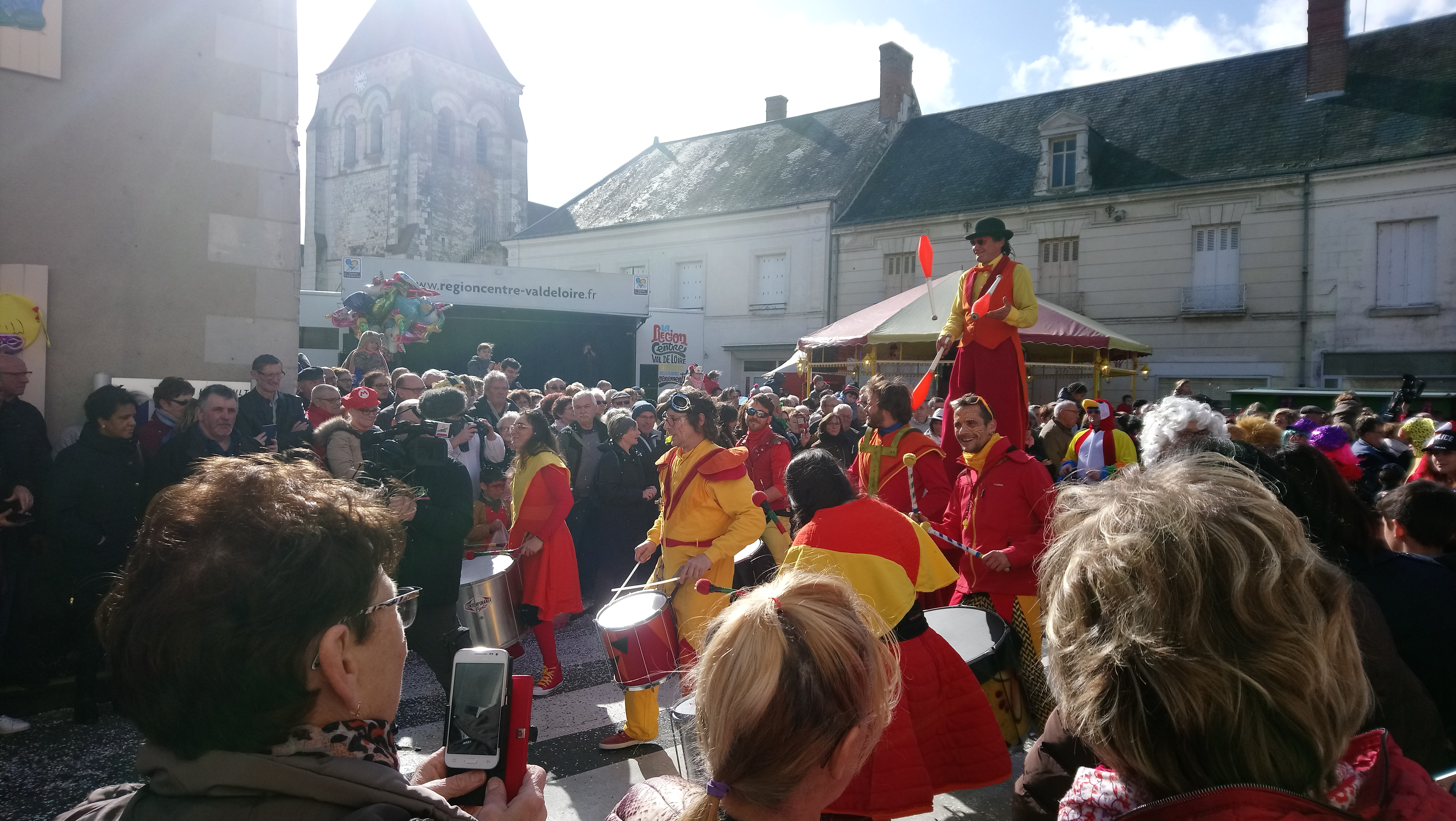
Le groupe Karnavage lors du cent-cinquantenaire du Carnaval

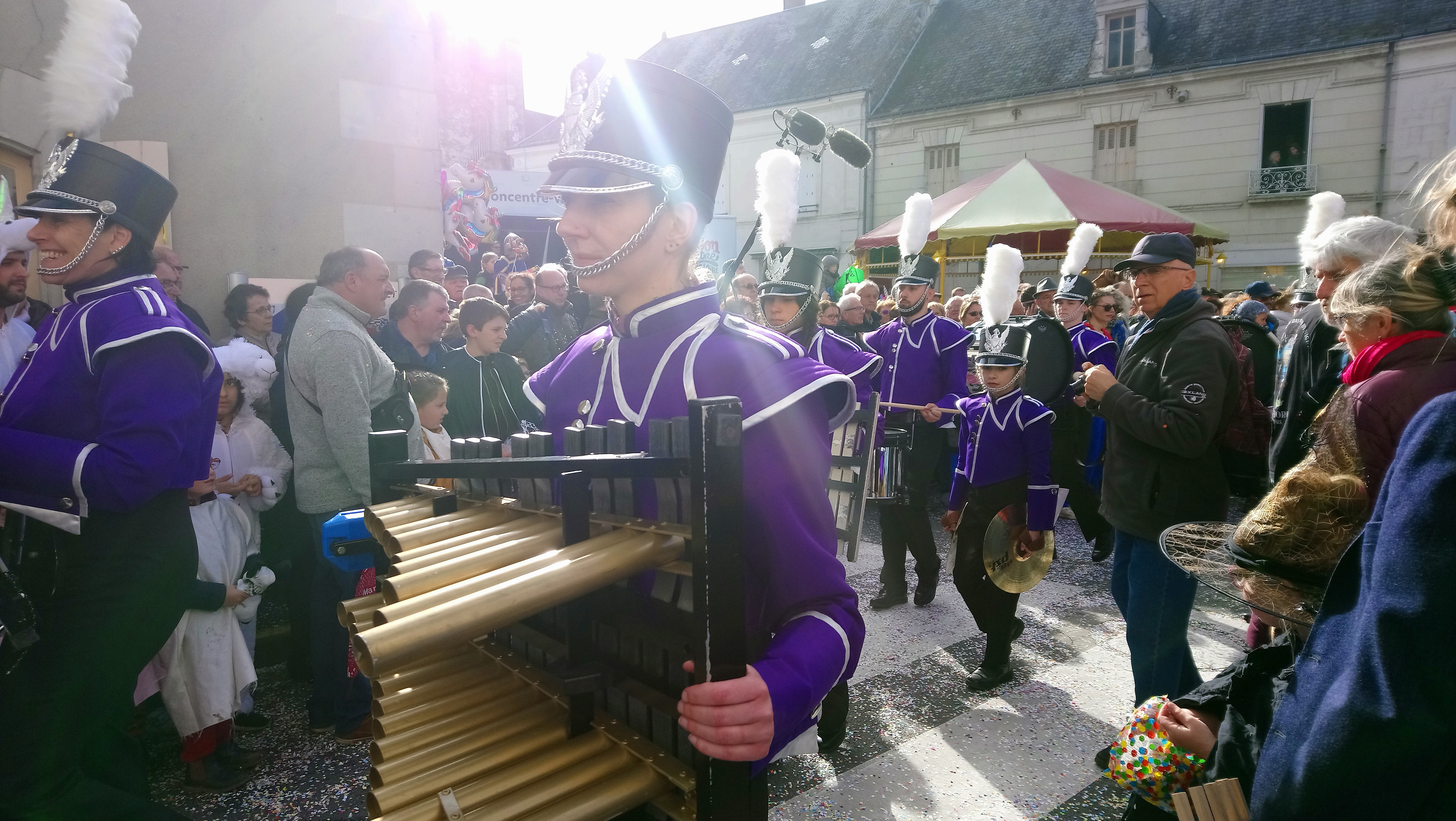
Marching Music, groupe présent en 2019 à Manthelan

### Filmographie
- Jacques Nouhault, Carnaval de Manthelan, 1962, 3 min 56 s, film déposé sur ciclic.fr consultable à l’adresse http://memoire.ciclic.fr/6223-carnaval-de-manthelan
- André Voirin, Carnaval de Manthelan, 1984, 9 min 12 s, film déposé sur ciclic.fr consultable à l’adresse http://memoire.ciclic.fr/1286-carnaval-de-manthelan